# Dennis Viollet
Dennis Viollet   (Manchester, 20 de setembre de 1933 - Jacksonville, 6 de març de 1999) fou un futbolista anglès de les dècades de 1950 i 1960.
Com a futbolista va ser jugador del Manchester United i del Stoke City així com de la selecció de futbol d'Anglaterra. Fou un dels membres dels anomenats Busby Babes i va sobreviure al desastre aeri de Munic. Un cop retirat com a jugador esdevingué entrenador, feina que exercí principalment als Estats Units.